# George Harris (judoka)
George Lee Harris (Kittrell, 15 de enero de 1933-Brick, 7 de enero de 2011) fue un deportista estadounidense que compitió en judo. Ganó una medalla en los Juegos Panamericanos de 1963, y dos medallas en el Campeonato Panamericano de Judo de 1958.

## Palmarés internacional
| Juegos Panamericanos    | Juegos Panamericanos    | Juegos Panamericanos | Juegos Panamericanos |
| Año                     | Lugar                   | Medalla              | Categoría            |
| ----------------------- | ----------------------- | -------------------- | -------------------- |
| 1963                    | São Paulo (Brasil)      | Medalla de oro       | –93 kg               |
| Campeonato Panamericano |                         |                      |                      |
| Año                     | Lugar                   | Medalla              | Categoría            |
| 1958                    | Río de Janeiro (Brasil) | Medalla de oro       | 3.er dan             |
| 1958                    | Río de Janeiro (Brasil) | Medalla de plata     | Abierta              |